# Jason Hammel
Jason Aaron Hammel (Greenville, 2 settembre 1982) è un ex giocatore di baseball statunitense.

## Carriera
Hammel venne selezionato per la prima volta nel ventitreesimo turno del draft MLB 2000, ma rifiutò e si iscrisse al Treasure Valley Community College di Ontario, nello stato dell'Oregon. Venne selezionato nuovamente, ma questa volta dai Tampa Bay Devil Rays, nel diciannovesimo turno del draft 2001, rifiutando l'offerta. Hammel entrò nel baseball professionistico quando venne selezionato, nuovamente dai Tampa Bay Devil Rays, nel 10º turno del draft della MLB 2002.
Esordì nella MLB l'11 aprile 2006, al Tropicana Field di St. Petersburg contro i Baltimore Orioles. Giocò successivamente con i Colorado Rockies, dal 2009 al 2011, per passare nel 2012 ai Baltimore Orioles. In seguito passò ai Chicago Cubs (2014, poi 2015-2016), agli Oakland Athletics (2014) e nel 2017 firmò con i Kansas City Royals. Il 1º febbraio 2019, Hammel ha firmato un contratto di minor league con i Texas Rangers.
Il 23 marzo 2019, Hammel ha annunciato il ritiro dal baseball professionistico.

## Palmarès

### Club
- World Series: 1

Chicago Cubs: 2016